# Накра 17 (класс гоночных яхт)

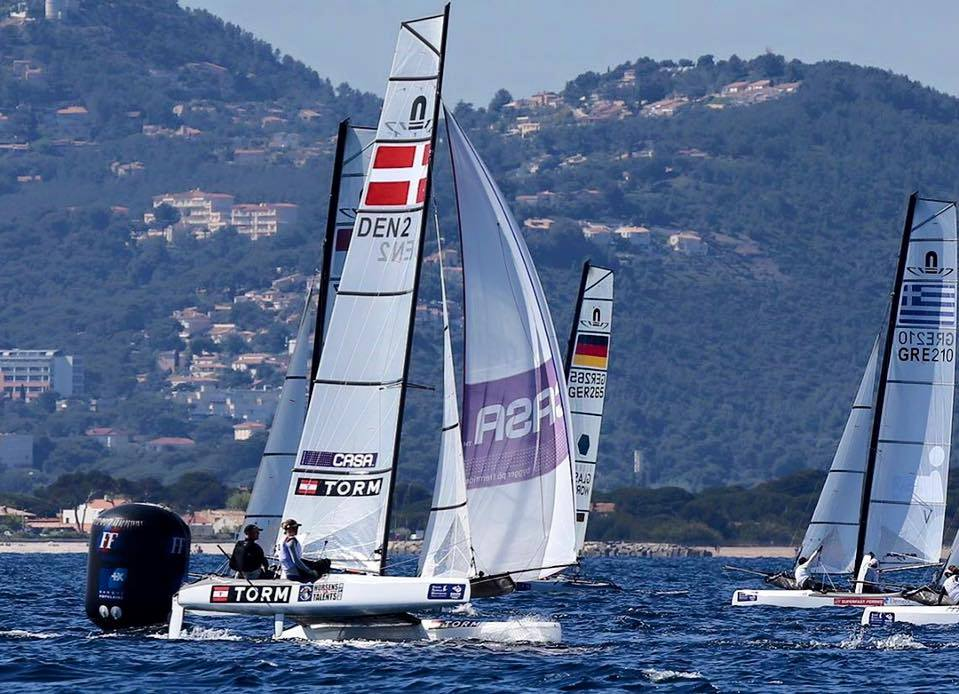

Накра 17 — катамаран олимпийского класса с экипажем два человека.

## Описание класса
На годовом собрании ИСАФ в мае 2012 года была исправлена историческая несправедливость, когда в 2008 году катамаран Торнадо исключили из программы Олимпийских игр. В итоге в программу Игр 2016 и 2020 годов включен другой катамаран Накра 17.
Накра 17 меньше «Торнадо», короче на 0,9 метра и уже. Класс является монотипом, с изогнутыми швертами, которые играют роль подводных крыльев, приподнимая корпуса из воды. Лодка несется над водой, красиво, но и опасно. Управление таким снарядом требует ловкости, опыта и умения.
Оптимальная масса экипажа — 120…140 кг.
Класс стал олимпийским, будучи ещё не распространен в мире, существовал только прототип. Такое положение поставило многие страны в очередь на получение лодок. Карбоновая мачта оказалась недоработанной, и в сезоне 2013 года фирме-изготовителю пришлось выдать гонщикам алюминиевые, более тяжелые мачты.
Особенностью этого класса стало то, что впервые в истории смешанный экипаж состоит из женщины и мужчины, которые сами решают кто будет рулевым, а кто работает на шкотах.
Новый класс привлек многих лидеров мирового парусного спорта, опытных катамаранщиков из Франции, Италии, Нидерландов, Великобритании, Австралии и США. Гонщицы матч-рейса на Эллиотт 6м, переставшие быть олимпийцами, массово перешли в новый класс и, что неожиданно, захватили лидирующие позиции.
В России на 2016 год приобретено 9 лодок. Идёт развитие этого экстремального класса, прошло четыре Чемпионата России.
Весной 2017 года начались ходовые испытания Накры 17 на подводных крыльях новой конструкции после чего возникли скандалы, связанные с низким качеством изготовления ряда деталей.

## Розничная цена яхты
- В 2013 году — около 19 000 Евро на условиях EXW;
- В 2016 году — около 23 000 Евро на условиях EXW.

Катамаран изготавливается мировым предприятием — монополистом.

## Призёры Олимпийских игр
| Соревнования                   | Золото                                                | Серебро                                       | Бронза                            |
| Олимпиада 2016, Рио-де-Жанейро | Аргентина · Сантьяго Ланхе · Сессилия Карранса Сароли | Австралия · Джейсон Уотерхаус · Лиза Дарманин | Австрия · Томас Заяц · Таня Франк |

Источник: Результаты олимпийской регаты 2016 в классе Накра 17. Портал олимпийской статистики sports-reference.com Архивная копия от 17 апреля 2020 на Wayback Machine.

## Дополнительно посмотреть
- Классы яхт в России